# Albrecht Zauner
Albrecht Zauner (geboren am 24. August 1962 in Lindau) ist ein österreichischer Bildhauer.

## Leben und Werk
Albrecht Zauner studierte von 1983 bis 1989 an der Akademie der Bildenden Künste Wien als Meisterschüler von Joannis Avramidis. Seit dem Diplom 1989 ist er als freischaffender Bildhauer tätig. Er lebt und arbeitet in Lustenau/Vorarlberg.
Zu seinem Werk gehören Arbeiten in Stein, Bronze, sowie Zeichnungen und Reliefs.

## Preise und Stipendien
- 1986 Theodor-Körner-Preis[1]

## Ausstellungen (Auswahl)
- 1997: „im quadrat“, Städtische Galerie, Tuttlingen
- 2012: „skulpturen und zeichnungen“, Villa Claudia, Feldkirch
- 2014: „Bildhauer und ihre Zeichnungen“ Künstlerhaus Bregenz
- 2022: „AZ22“ Villa Falkenhorst, Thüringen
- 2024: „was ist“ Künstlerhaus Palais Thurn und Taxis, Bregenz

## Werke im öffentlichen Raum (Auswahl)
- 2010: „ps31“, Fußach
- 2010: „windhauch“, Hohenems
- 2019: „drehmoment“, Egg

## Werke für sakrale Orte (Auswahl)
- 1991: Chorraumgestaltung in Unterwachingen
- 2005: Glockenzier für 3 neue Glocken in Höchst, Vorarlberg
- 2006: Altarraumgestaltung, Pfarrkirche Hl. Leopold in Dornbirn-Hatlerdorf
- 2009: Chorraumgestaltung Kirchbierlingen in Ehingen
- 2010: Altarraumgestaltung Donaurieden in Ulm
- 2020: „jesuis“,Steinrelief für die Pfarrkirche in Fußach
- Gemeinschaftsgrab in Lustenau (Peter und Paul Friedhof)

## Sammlungen (Auswahl)
- Sammlung des Landes Vorarlberg
- Privatsammlungen